# Hans Günther van Allen
Hans Günther van Allen (* 30. Juni 1934 in Haan, Rheinland) ist ein ehemaliger deutscher Kommunalpolitiker (SPD). Von 1975 bis 1984 war er Bürgermeister der rheinländischen Gemeinde Lohmar.

## Werdegang
Van Allen kam als Sohn des Arbeiters Hans van Allen und der Else van Allen, geb. Boquoi, zur Welt.
Nach Ausbildung zum Industriekaufmann machte er das Abitur auf dem Zweiten Bildungsweg. Es folgten ein Sprachenstudium an der Universität Erlangen (Englisch und Spanisch) und ein Abschluss als akademisch geprüfter Dolmetscher und Übersetzer. Parallel dazu erfolgte ein Fernstudium für Außenhandel an der Akademie für Welthandel, Frankfurt.
Seine beruflichen Stationen waren: Exportkaufmann in einem mittelständischen Unternehmen der Industrieelektronik, Geschäftsführer einer deutschen Vertriebsgesellschaft in London, Geschäftsführer der Firma Mikropul GmbH, Köln, der deutschen Tochtergesellschaft der US Filter Corporation, New York, Vice President International Operations der Air Control Group, einer Sparte der US Filter Corporation, New York., Geschäftsführender Gesellschafter der Firma Richard Schoeps, einer mittelständischen Laborhandelsfirma in Duisburg, Partner der Unternehmensberatung Bercon Consulting, Frankfurt.
Während seiner Tätigkeit bei der US Filter Corporation studierte van Allen berufsbegleitend Betriebs- und Volkswirtschaftslehre an mehreren amerikanischen Universitäten und erwarb den akademischen Grad des MBA (Master of Business Administration). Danach promoviert er an der Union Graduate School, Cincinnati, zum Doctor of Philosophy (PhD), Schwerpunkt Volkswirtschaft.
Van Allen engagierte sich auch in der Kommunal- und Regionalpolitik. 1975 wurde er zum Bürgermeister der Stadt Lohmar im Rhein-Sieg-Kreis gewählt und blieb bis 1984 im Amt. In seine Amtszeit fällt der Bau des großen Schul- und Sportkomplexes Donrather Dreieck. 1976 initiierte er die Gründung des Heimat- und Geschichtsvereins Lohmar. Später forcierte er die Gründung des Lohmarer Blasorchesters und des Stadt-Sportbundes.
Nach seiner Bürgermeisterzeit engagierte sich van Allen weiter in politiknahen Bereichen. Er gründete den Stadt-Marketingverein Lohmar, dessen Vorsitzender er für einige Jahre war, er wurde Vorsitzender des Städte-Partnerschaftsvereins „PluS“ Europa, der die vier Städte-Partnerschaften der Stadt Lohmar betreut. Auch auf Kreisebene blieb er tätig. 10 Jahre war er Kreisvorsitzender der Sozialdemokratischen Gemeinschaft für Kommunalpolitik (SKG).
2014 übernahm er den Vorsitz der von der Bevölkerung der Stadt Lohmar direkt gewählten Seniorenvertretung und parallel dazu den Vorsitz des Vereins zur Förderung der Seniorenarbeit in Lohmar.
Nach 35 Jahren in der freien Wirtschaft begann van Allen seine Lehrtätigkeit. Er war in den 1970/80er Jahren an mehreren Universitäten und Hochschulen als freiberuflicher Dozent für Betriebswirtschaft und Internationales Management tätig, u. a. an der IBS International Business School in Lippstadt, an der EUFH in Brühl und an der FOM – Hochschule für Oekonomie und Management in Köln, als Dozent tätig. Seit 2018 ist er Dozent an der Cologne Business School (CBS) und an der Europäischen Fachhochschule in Brühl.
2018 erschien ein Buch über ihn mit dem Titel „Vom Arbeitersohn zum Weltbürger“, ein Porträt in Gesprächen, mit einem Grußwort von Andreas Pinkwart, Minister für Wirtschaft, Innovation, Digitalisierung und Energie des Landes Nordrhein-Westfalen.

## Auszeichnungen
Für seine kommunalen Verdienste wurde van Allen 1987 mit dem Bundesverdienstkreuz am Bande und 2004 mit dem Verdienstkreuz I. Klasse ausgezeichnet. Am 16. Mai 2008 wurde er zum Ehrenbürger der Stadt Lohmar ernannt.